# Смешна девојка (филм)
Смешна девојка је филм из 1968. године. То је америчка биографска музичка комедија-драма у режији Вилијама Вајлера. Сценарио је написала Изабел Ленарт (Isobel Lennart), као адаптацију свог ранијег либрета за истоимени бродвејски мјузикл. Заснива се на животу и каријери бродвејске и филмске звезде и комичарке Фани Брајс и њеној бурној вези са предузетником и коцкаром Никијем Арнштајном (Nicky Arnstein).
Филм је снимљен у продукцији зета Фани Брајс, Реја Старка. Музику за филм написао је Џул Стајн, а текстове песама Боб Мерил. Главне улоге играли су филмска звезда Барбра Страјсенд као Брајс и Омар Шариф у улози Арнштајна. Барбари Страјсенд је ово била дебитантска улога на филму, а исту улогу играла је и на Бродвеју. У споредним улогама играли су Кеј Медфорд, Ан Франсис, Волтер Пиџон, Ли Ален и Ме Квестел. Био је то први филм Старкове компаније Растар.
Барбара Страјсенд је за своју улогу освојила награду Оскар за најбољу глумицу у главној улози, заједно са Кетрин Хепберн (Зима једног лава). Године 2006. Амерички филмски институт (American Film Institute - AFI) је филм рангирао на 16. место на свом списку АФИ најбољих филмских мјузикала. Претходно је филм рангиран као 41. на листи "100 година ... 100 љубавних прича, песме "Људи" и "Не падај кишо на моју параду" на 13. односно 46 место, на листи "100 година ... 100 песама" за 2004. годину, а цитат "Hello, gorgeous" (Здраво, лепото) на 81. место на листи "100 година ... 100 филмских цитата" за 2005. годину. Смешна девојка сматра се једним од најбољих музичких филмова икада.
Конгресна библиотека у Вашингтону је 2016. године оценила Смешну девојку „културно, историјски или естетски значајном“, и изабрана је за чување у Националном регистру филмова.

## Улоге
| Глумац                               | Улога                                              |
| ------------------------------------ | -------------------------------------------------- |
| Барбара Страјсенд (Barbra Streisand) | бродвејска и филмска звезда и комичарка Фани Брајс |
| Омар Шариф (Omar Sharif)             | предузетник и коцкар Ники Арнштајн                 |
| Кеј Медфорд (Kay Medford)            | Роуз Брајс                                         |
| Ени Френсис (Anne Francis)           | Џорџија Џејмс                                      |
| Валтер Пиџен (Walter Pidgeon)        | Флоренс Зигфилд                                    |
| Ли Ален (Lee Allen)                  | Еди Рајан                                          |
| Ме Квестел (Mae Questel)             | госпоћа Стракош                                    |
| Џералд Мор (Gerald Mohr)             | Бранка                                             |
| Френк Фејлен (Frank Faylen)          | Кини                                               |
| Мити Лоренс (Mittie Lawrence)        | Ема                                                |
| Гертруда Флин (Gertrude Flynn)       | госпођа О'Мали                                     |
| Пени Сантон (Penny Santon)           | госпођа Микер                                      |
| Џон Хармон (John Harmon)             | компанијски менаџер                                |
| Рут Клифорд (Ruth Clifford)          | слушкиња                                           |

## Музичке нумере
1. Увертира
2. If a Girl Isn't Pretty – Фани, Роуз и госпођа Стракош
3. I'm the Greatest Star – Фани
4. Rollerskate Rag – Фани и Девојке на ролерима
5. I'd Rather Be Blue – Фани
6. Second Hand Rose – Фани
7. His Love Makes Me Beautiful – Фани и ансамбл Follies
8. People – Фани
9. You Are Woman, I Am Man – Ники и Фани
10. on't Rain on My Parade – Фани
11. Entr'acte
12. Sadie, Sadie – Фани и Ники
13. The Swan – Фани
14. Funny Girl – Фани
15. Mon Homme – Фани
16. Завршна музика

Иако је првобитно објављена на албуму Барбаре Страјсенд Људи из 1964. године, песма „People” поново је снимљена за филм са другачијим темпом и додатним текстовима.
У књизи из 1985. године „Барбра Страјсенд: Жена, мит, музика” Шона Консидина (Shaun Considine), композитор Стајн открио је да није задовољан оркестрацијама за филм. „Ишли су на поп аранжмане”, присетио се. „Изоставили су осам песама из Бродвејске представе, а од нас је тражено да напишемо неке нове. Био је то старомодни холивудски МГМ начин извођења мјузикла. Увек мењају ствари према својој визији и увек раде погрешно. Али од свих мојих мјузикала које су средили, Смешна девојка је испала најбоља."
Албум са песмама из филма Смешна девојка снимљен је1968. године у продукцији Колумбија рекордса.

## Продукција

### Развој
Изабел Ленарт првобитно је написала Смешну девојку као сценарио за драмски филм под називом Мој човек за продуцента Реја Старка, али када га је понудила Мери Мартин, она је сугерисала да би био бољи као сценски мјузикл. Због тога је Ленарт свој сценарио прилагодила ономе што је на крају постало успешна продукција на Бродвеју са Барбром Страјсенд.
Иако до тада није снимила ни један филм, Барбара Страјсенд је била Старков први и једини избор за екранизовање улоге Фани Брајс. „Осећао сам да је она превише део Фани, а да је Фани превише део Барбре, да бих је дао неком другом”, рекао је, али руководиоци Колумбије Пикчерс желели су Ширли Маклејн уместо ње. Маклејн и Страјсенд су биле добре пријатељице, рођене истог датума. Обе глумице су одбациле ту идеју. Старк је инсистирао да ако не буде играла Страјсенд, он неће дозволити снимање филма, и студио је пристао на његов захтев.
Мајк Николс, Џорџ Рој Хил и Џин Кели разматрани су као режисери филма пре потписивања Сидни Лумета. Након што је шест месеци радио на пре-продукцији, напустио је пројекат због „креативних разлика” и заменио га је Вилијам Вајлер чија дуга и славна награђивана каријера никада није обухватала музички филм, мада је првобитно био одређен за режију филма Моје песме, моји снови. Вајлер је у почетку одбио Старкову понуду, јер је био забринут како би његов знатан губитак слуха утицао на његову способност да ради на мјузиклу. Након што је мало размислио, рекао је Старку, „Ако је Бетовен могао да напише своју Симфонију Ероика, онда Вилијам Вајлер може да уради мјузикл.”
До тренутка када је требало да прихвати улогу, Барбара Страјсенд никада није чула за Вајлера, а када јој је речено да је освојио Оскара за најбољег режисера за Бен-Хур-а, она је прокоментарисала: „Кочије! Какав је са људима, са женама? Да ли је он добар са глумицама?” У ствари, Вајлер је режирао филм Празник у Риму (1953), који је освојио 3 Оскара, укључујући награду за најбољу глумицу за Одри Хепберн, коју је Вајлер одабрао упркос томе што је била релативно непозната у то време. Вајлеров коментар био је: „Не бих урадио филм без ње.” Њено одушевљење подсетило га је на Бети Дејвис, а он је осећао да представља изазов за њега, јер никад није била у филмовима и није уобичајена гламурозна девојка.

### Улоге
Стајн је желео Френка Синатру за улогу Никија Арнштајна, али глумац је био спреман да се појави у филму само ако се улога прошири и додају нове песме за тај лик. Старк је сматрао и да је Синатра престар и желео је некога попут Керија Гранта, иако је Грант био једанаест година старији од Синатре. Марлон Брандо, Грегори Пек, Шон Конери, Дејвид Јансен и Џејмс Гарнер су такође разматрани као опција за главну мушку улогу. Египћанин Омар Шариф добио је главну улогу уз Јеврејку Барбару Страјсенд, након што га је Вајлер приметио на ручку у бифеу студија. Када је избио Шестодневни рат између Израела и Египта, директори студија разматрали су замену Шарифа, али су и Вајлер и Страјсенд претили да ће одустати од филма ако то ураде. Касније је објављивање љубавног призора између Фани и Никија у египатској штампи подстакло покрет за опозив Шарифовог држављанства. На питање о контраверзи, Страјсенд је одговорила: „Мислите ли да се Каиро узнемирио? Требало би да видите писмо које сам добила од моје тетке Роуз!” Ан Франсис је играла је улогу водеће играчице у Зигфелдовим ревијама.
Кореограф Херберт Рос, који је поставио музичке нумере, сарађивао је са Страјсендовом у њеном бродвејском дебију.

### Снимање
Главно снимање започело је у августу 1967. године, а завршено је до децембра. Током пред-снимања песама, Страјсендова је тражила опсежне преправке док није била задовољна њима, а на сету је наставила да показује своју перфекционистичку природу, често се свађајући са Вајлером о костимима и фотографији.

## Социолошки аспекти
Џојс Антлер у својој књизи Одговор: Слике јеврејских жена у популарној америчкој култури пише да је Барбара Страјсенд на филму створила неколико одличних приказа јеврејске жене, а једна од њих је и Смешна девојка. У овом филму, пише Антлер, она је приказала лик који је очигледно јеврејски, а у овој улози створила је простор за интелигентну јеврејску жену. У овој улози Јеврејка се представила као паметна, комична, лепа и талентована. У време снимања овог филма, јеврејске жене су по стереотипу зависиле од мушкараца. А Страјсендова је пркосила овом стереотипу. Лик Страјсендове у филму буквално представља „смешну девојку“. Она својим телом, гласом, гестом и карактером, спаја свој јеврејски карактер и необичност. Филм вреднује жене у односу на мушкарце и приказујући мушкарце као зависне од њихових жена, преокреће  питања родне улоге.

## Приказивање

### Критички пријем
Барбара Страјсенд је добила велике похвале критичара, Полин Кел из „Њујоркера” назвала ју је „бравурозном”: „Као Фани Брајс, она има најдуховитије комичне изразе још од комедија 30-их; она чини да писани дијалог звучи као надахнута импровизација ... Тријумфални таленат Страјсендове превазилази недостатке филма.” У својој рецензији у „Чикаго Сан-Тајмсу”, Роџер Иберт је Страјсендову назвао „величанственом” и додао: „Има најбољи тајминг још од Ме Вест и забавније је гледати је више од било кога још од младе Катрин Хепберн. У ствари, уопште не пева песму; она то ради. Она ради ствари рукама и лицем које су једноставно индивидуалне; то је једини начин да се опишу. То раније нису радили. Она пева, а ви сте заиста срећни што сте тамо.” О самом филму је рекао да је „сам филм можда крајњи пример путујућег мјузикла који је нестао. Пре-продуковано, пре-фотографисано и предуго. Други део се лоше одвија. Карактери су углавном дрвени ... Немогуће је превише хвалити госпођицу Страјсенд; тешко је наћи много за похвалу остатка филма.” Ричард Л. Кое из „Вашингтон поста” се сложио да је филм „предозиран“, написавши да је Страјсендова „првокласна” током музичких нумера и „вероватно способна за више разноликости од овога”, али је „тако пажљиво представљена и ограничена тако да она и слика постају дугачке, досадне.” Рената Адлер из „Њујорк Тајмса” написала је да је „Таленат Страјсендове врло узбудљив и јак”, с тим што је Вајлер „Барбару третирао прилично љубазно, невероватно и чак покровитељски” и закључио да „госпођици Страјсенд ништа од овога не треба.”
Варајети је рекао да Страјсенд прави „значајан утицај” и наставио: „Сага о трагикомичној Фани Брајс, незграпне спољашњости и манира, опчињеној привлачним Никијем Арнштајном, можда је познат образац, али је заслуга свих учесника што је игра тако убедљиво.”
Јан Досон из британског „Месечног филмског билтена”, написао је: „Прича о глумици чији драматични успон из крпа до богатства прати откриће да патња лежи на леђима успеха, основа је многих америчких мјузикла. Али Вилијам Вајлер успева да превазиђе жанровске клишее и створи - махом кроз карактеризацију Фани Брајс од стране Барбре Страјсенд - драматичну комедију у којој музичке нумере илуструју јавни аспект живота звезде без иједног прекида нарације.”
Дејвид Паркинсон из часописа „Емпајер” је у ретроспективној рецензији филм оценио са четири од пет звездица и назвао га „једним од оних филмова за које није битно шта ће овде бити написано - ви ћете се бавити око Бабс на овај или онај начин, али за ретке неупућене, ово је леп увод у њене таленте.”
Према сајту Ротен томејтоуз, Филм има 93% позитивну оцену на основу 44 рецензије, са просечном оценом 7,6/10. Критични консензус веб странице каже: „Барбра Страјсенд као Фани Брајс уздиже овај, иначе мелодраматични, мјузикл.” Што се тиче Метакритика, филм има оцену 89 од 100, засновану на 7 критика, што указује на „опште признање”.

### Награде и номинације
Смешна девојка осигурала је укупно 19 номинација за награду Америчке филмске академије - Оскар, што је највише номинација за мјузикл из једног студија у једној години. 
| Награда                                          | Категорија                                                                       | Номинација                                    | Резултат   |
| ------------------------------------------------ | -------------------------------------------------------------------------------- | --------------------------------------------- | ---------- |
| Награде Америчке филмске академије - Оскар       | Оскар за најбољи филм                                                            | Реј Старк                                     | Номинација |
| Награде Америчке филмске академије - Оскар       | Оскар за најбољу глумицу у главној улози                                         | Барбра Стреисанд                              | Освојено   |
| Награде Америчке филмске академије - Оскар       | Оскар за најбољу глумицу у споредној улози                                       | Кеј Медфорд                                   | Номинација |
| Награде Америчке филмске академије - Оскар       | Оскар за најбољу фотографију                                                     | Хари Страдлинг                                | Номинација |
| Награде Америчке филмске академије - Оскар       | Оскар за најбољу монтажу                                                         | Роберт Свинк, Маури Винетробе и Виллиам Сандс | Номинација |
| Награде Америчке филмске академије - Оскар       | Оскар за најбољу оригиналну музику                                               | Валтер Сцхарф                                 | Номинација |
| Награде Америчке филмске академије - Оскар       | Оскар за најбољу оригиналну песму                                                | "Смешна девојка" - Џул Стејн и Боб Мерил      | Номинација |
| Награде Америчке филмске академије - Оскар       | Оскар за најбољи звук                                                            | Цолумбиа Студио одељење звука                 | Номинација |
| Награда Америчких филмских уредника              | Награда за најбоље уређени играни филм - комедију или мјузикл                    | Роберт Свинк, Маури Винетробе и Вилиам Сандс  | Номинација |
| Награде Британске академије за филм - БАФТА      | БАФТА за најбољу глумицу у главној улози                                         | Барбра Стреисанд                              | Номинација |
| Награде Британске академије за филм - БАФТА      | БАФТА за најбољу кинематографију                                                 | Харри Страдлинг                               | Номинација |
| Награде Британске академије за филм - БАФТА      | БАФТА за најбољи дизајн костима                                                  | Ирена Шараф                                   | Номинација |
| Награде David di Donatello                       | Најбоља страна глумица                                                           | Барбра Стреисанд                              | Освојено   |
| Награде Directors Guild of America Awards        | Изузетно режијско постигнуће у филму                                             | Вилијам Вајлер                                | Номинација |
| Награде Златни глобус                            | [[Златни глобус за најбољи играни филм (мјузикл или комедија)                    | Смешна девојка                                | Номинација |
| Награде Златни глобус                            | Златни глобус за најбољу главну глумицу у играном филму (мјузикл или комедија)   | Барбара Стреисанд                             | Освојено   |
| Награде Златни глобус                            | Златни глобус за најбољег редитеља                                               | Вилијам Вајлер                                | Номинација |
| Награде Златни глобус                            | Златни глобус за најбољу оригиналну песму у играном филму (мјузикл или комедија) | "Смешна девојка" - Јуле Стине и Боб Меррилл   | Номинација |
| Награда Лаурел                                   | Најбољи путујући шоу                                                             | Смешна девојка                                | Освојено   |
| Награда Лаурел                                   | Врхунска женска комична улога                                                    | Барбра Стреисанд                              | Освојено   |
| Награда Лаурел                                   | Најбоља споредна женска улога                                                    | Каи Медфорд                                   | Номинација |
| Национални одбор за очување филмова              | Национални регистар филмова                                                      | Смешна девојка                                | Освојено   |
| Друштво сниматеља                                | Историјски снимак                                                                | Нелсон Тилер                                  | Освојено   |
| Књижевна награда Writers Guild of America Awards | Најбољи амерички сценарио за мјузикл                                             | Изабел Ленарт                                 | Освојено   |

## Наслеђе

### "Здраво лепотице"
"Здраво, лепотице (лепото)" су прве речи које је изговорила Страјсенд у филму. Након освајања Оскара за најбољу глумицу, њен први коментар када јој је уручена статуа "Оскар" била је да га погледа и каже "Здраво, лепото".
Од изласка филма, цитат "Здраво, лепото", кориштен је у неколико филмова. Појавио се као назив салона у којем је Анђела (лик Мишел Фајфер) радила у филму Удата за мафију. Текст је изговорио и лик Макса Биалистока у филму Продуценти из 1967. године и његовој адаптацији на Бродвеју.
2005. године цитат је изабран као 81. на листи Америчког института за филм, АФИ-јевих 100 година ... 100 филмских цитата.

### Наставак
Године 1975, Страјсенд је поновила своју улогу Брајс уз Џејмса Кана као Брајсиног трећег мужа, импресарија Били Роуза, у наставку под називом Смешна дама.

## Кућни медији
Филм је објављен на Регион 1 ДВД-у  23. октобра 2001. Он је у анаморфном формату широког екрана са аудио записима на енглеском и француском и титловима на енглеском, шпанском, француском, португалском, грузијском, кинеском и тајландском. Бонуси укључују: Барбра у Мувиленду и Ово је Страјсенд. Блу-реј издање је свој светски првенац објавио 30. априла 2013. с истим бонус материјалом као ДВД издање. Блу-реј издање је било истовремено са најновијим Барбриним филмом, The Guilt Trip.